# Komm doch mal rüber

Komm doch mal rüber — дебютний альбом австрійської співачки Надін Байлер. Альбом вийшов під сценічним псевдонімом Nadine 25 травня 2007 і посів четверте місце в Austrain Albums Chart.

## Музичний стиль
Усі сингли є німецькомовними. Більшість пісень є дуже емоційні і досить повільні, однак є деякі Хіп-хоп та R&B композиції, написані під впливом улюблених виконавців Надін — Мерая Кері, Селін Діон і Бейонсе.

## Сингли
- «Alles was du willst» — перший представлений сингл з альбому. Його реліз відбувся 16 лютого 2007. Сингл посів 2 місце в Austrian Singles Chart.
- «Was wir sind» — другий сингл з альбому. Реліз 4 травня 2007. Сингл посів 15 місце в Austrian Singles Chart.

## Трек-лист
| #   | Назва                 | Тривалість |
| --- | --------------------- | ---------- |
| 1.  | «Ich will Dich»       | 3:55       |
| 2.  | «Um die Welt»         | 3:38       |
| 3.  | «Wie ein Bild»        | 3:41       |
| 4.  | «Zeig mir wie´s geht» | 4:26       |
| 5.  | «Was Wir sind»        | 3:22       |
| 6.  | «Sag meinen Namen»    | 2:59       |
| 7.  | «Komm doch mal rüber» | 4:05       |
| 8.  | «Zählt nicht»         | 3:02       |
| 9.  | «Erste Nacht»         | 4:02       |
| 10. | «Alles was Du willst» | 3:27       |
| 11. | «Meer sehen»          | 3:08       |
| 12. | «Nua do (Nur hier)»   | 3:10       |